# Principe de subsidiarité en droit de l'Union européenne
Cet article concerne le principe de subsidiarité appliqué à l'Union européenne. Pour l'application générale de ce principe, voir principe de subsidiarité.
Le principe de subsidiarité vise à privilégier le niveau inférieur d'un pouvoir de décision aussi longtemps que le niveau supérieur ne peut pas agir de manière plus efficace.

## Reconnaissance du principe
L'Union européenne répond intrinsèquement au principe de subsidiarité : elle ne met en œuvre que les actions que les États ne pourraient conduire. Le terme de subsidiarité n'apparaît pas dans les premiers traités et il ne fait qu'une apparition marginale en 1986 dans l'Acte unique européen ; ce n'est que dans les années 1990 que se développe un réel engouement pour cette notion.
Ainsi l'article 5 du traité instituant la Communauté européenne, introduit par le traité de Maastricht, disposait que « La Communauté agit dans les limites des compétences qui lui sont conférées et des objectifs qui lui sont assignés par le présent traité. Dans les domaines qui ne relèvent pas de sa compétence exclusive, la Communauté n'intervient, conformément au principe de subsidiarité, que si et dans la mesure où les objectifs de l'action envisagée ne peuvent pas être réalisés de manière suffisante par les États membres et peuvent donc, en raison des dimensions ou des effets de l'action envisagée, être mieux réalisés au niveau communautaire. L'action de la Communauté n'excède pas ce qui est nécessaire pour atteindre les objectifs du présent traité. » 
Un article 3 B a été inséré dans le traité de Maastricht pour reprendre le principe de subsidiarité.
Enfin un protocole annexé au traité d'Amsterdam est spécialement consacré aux principes de subsidiarité et de proportionnalité.
Le traité de Lisbonne consacre, dans l'article 5 du Traité sur l'Union européenne, ce principe comme l'un des principes fondamentaux de l’Union parallèlement aux principes d’attribution et de proportionnalité.

## Fonction du principe
Le principe de subsidiarité est un principe souple et pouvant ainsi apparaître ambigu. Il peut d'une part accroître les compétences communautaires (ex : art. 352 TFUE (ex-art. 308 TCE)) ; on peut alors qualifier cette subsidiarité d'ascendante. D'autre part on peut considérer ce principe dans son versant descendant. C'est dans cette dernière optique qu'il a été conçu puisqu'il ramène les compétences vers les États membres. Cette hypothèse se vérifie dans les projets les plus récents (Déclaration de Laeken de 2001).

## Application du principe
Le principe de subsidiarité ne s’applique qu’aux compétences partagées entre l'Union et les États membres, comme l’environnement, la protection des consommateurs ou les transports. Les domaines faisant partie des compétences exclusives de l'Union, tels que l'union douanière, ou ceux faisant partie de la compétence des États membres, comme le droit de la nationalité, en sont exclus.

## Contrôle de l'application du principe

### Le contrôle politique
En vertu de l'accord inter-institutionnel « démocratie, transparence et subsidiarité » de 1993 la Commission européenne doit, au moment où elle exerce son droit d'initiative en matière législative, justifier l'intervention communautaire au regard du principe de subsidiarité.
En outre la Commission doit faire un rapport annuel au Parlement européen et au Conseil de l'UE sur l'application de ce principe. Enfin le protocole annexé au traité d'Amsterdam contient, quant à lui, des dispositions extrêmement détaillées sur son application.

### Le contrôle juridictionnel
Lors des négociations sur le traité de Maastricht la Cour de justice des Communautés européennes a admis la justiciabilité du principe de subsidiarité devant elle.
Cependant certains États membres ne font pas confiance à la Cour, étant donné que celle-ci a œuvré pour l'extension de la compétence communautaire.
La CJUE a néanmoins conscience de la dimension politique du principe de subsidiarité, elle se refuse donc à exercer un contrôle d'opportunité et de substituer sa propre interprétation à celle des institutions ; un contrôle poussé de la Cour la ferait interférer dans la fonction législative.
Le traité de Lisbonne prévoit que les parlements nationaux puissent demander à leurs gouvernements de saisir la CJUE en leur nom s'ils estiment qu'un acte juridique communautaire viole le principe de subsidiarité. 

## Sources

## Compléments